# Rodrigo Duterte
Rodrigo "Rody" Roa Duterte (/duːˈtɜːrtə/, tiếng Tagalog: [roˈdɾigo ɾowa dʊˈtɛɾtɛ] ⓘ; sinh 28 tháng 3 năm 1945), biệt danh Digong, là một luật sư và chính trị gia người Philippines, được bầu làm tổng thống Philippines vào ngày 9 tháng 5 năm 2016 . Ông đã làm thị trưởng của thành phố Davao suốt bảy nhiệm kỳ, tổng cộng hơn 22 năm. Do vậy, ông là một trong những thị trưởng lâu đời nhất tại Philippines. Ông cũng đã từng đại biểu của thành phố Davao trong Quốc hội. Ông được mệnh danh là "Donald Trump của Philippines".
Được người dân địa phương yêu mến do thành công trong chính sách chống tội phạm không khoan nhượng, ông đã được tạp chí Time đặt cho biệt danh "kẻ trừng phạt" ("The Punisher"). Những nhóm nhân dân tự vệ liên kết với Duterte bị cho là có trách nhiệm liên quan đến việc hành quyết những kẻ buôn ma túy, tội phạm, thành viên các băng đảng và những phần tử bất phục tùng luật lệ khác. Trong suốt 22 năm tại chức của Duterte, tỷ lệ tội phạm ở thành phố Davao, nơi mà trong những năm 1970 và năm 1980 được gọi là "thủ đô giết người của Philippines", đã giảm đi nhiều. Trong khi thành phố này tự cho mình là một trong những nơi an toàn nhất thế giới, những dữ liệu từ Cảnh sát Quốc gia Philippines gần đây lại liệt kê Davao là thành phố có số lượng cao nhất về các vụ giết người và với số lượng cao thứ hai về các vụ hiếp dâm trong cả nước.
Duterte đã được kêu gọi ra tranh cử tổng thống Philippines nhiều lần, nhưng ông từ chối những đề nghị này cho đến năm 2015 với lý do là "hệ thống chính quyền thiếu sót" và sự phản đối từ gia đình của ông. Tuy nhiên, vào ngày 21 tháng 11 năm 2015, ông tuyên bố ứng cử trong cuộc bầu cử chức vụ Tổng thống Philippines năm 2016 và đã thắng cử. Ngày 30 tháng 6 năm 2016, ông chính thức nhậm chức tổng thống Philippines.

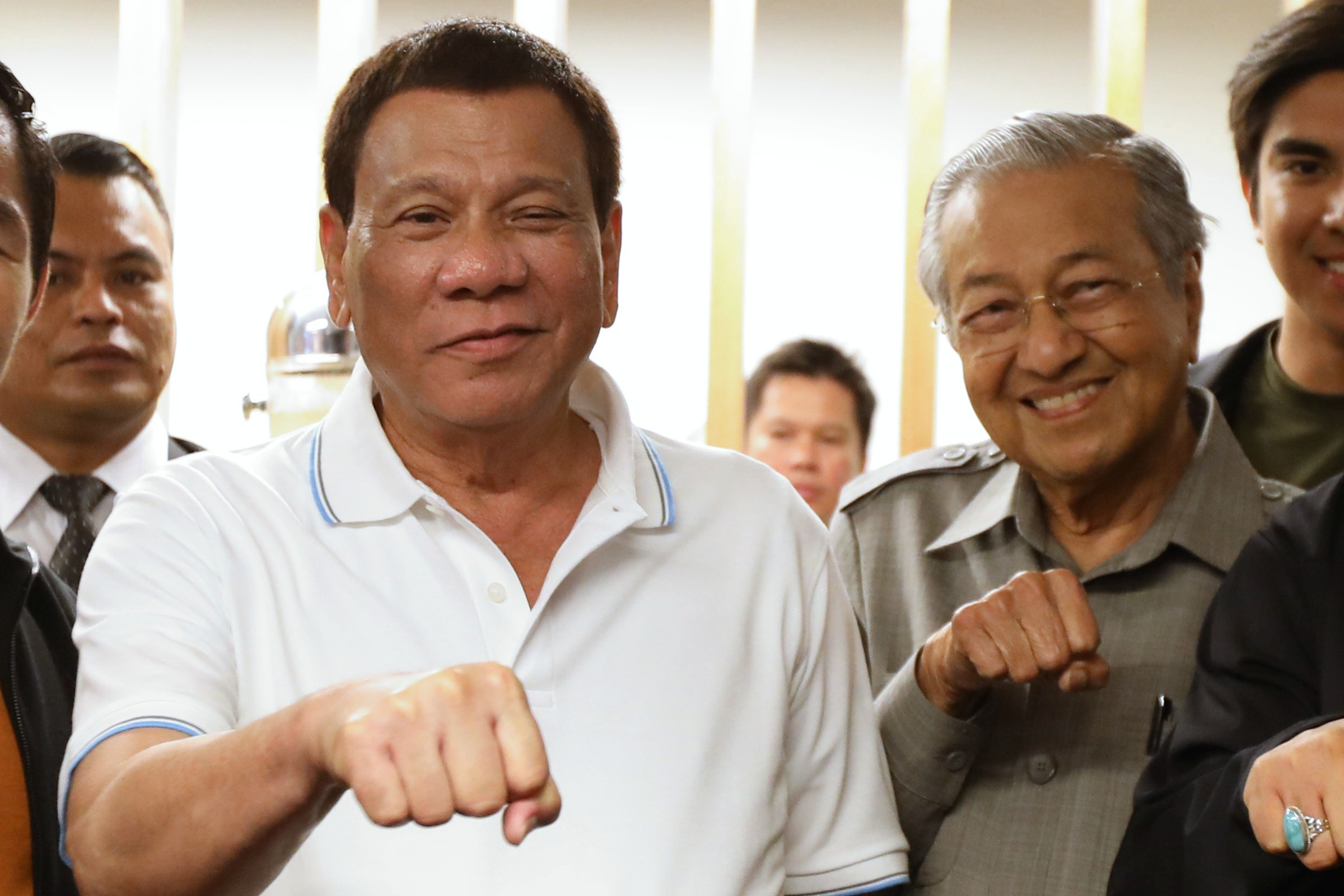
Duterte và Thủ tướng Malaysia Mahathir Mohamad (15 tháng 7 năm 2018)

Vào tháng 10 năm 2021, Rodrigo Duterte tuyên bố rằng ông sẽ ngừng tranh cử chức vụ phó tổng thống vào năm 2022 và sẽ rút lui khỏi cuộc sống chính trị.